# Haapavesi
Haapavesi – gmina w Finlandii, położona w zachodniej części kraju, należąca do regionu Ostrobotnia Północna i podregionu Haapavesi-Siikalatva.